# کوکه (دوره ادو)
کُوکِه (به ژاپنی: 高家) یک شغل در شوگون‌سالاری توکوگاوا بود که مراسم‌ها و نیایش سرایی‌ها را در ژاپن تحت کنترل داشت. همچنین به خاندان هاتاموتویی اشاره دارد که می‌توانست این موقعیت را به دست گیرد.